# Café Malipop
Das Café malipop oder Malipop ist ein Nachtlokal in der Ungargasse 10 des dritten Wiener Gemeindebezirks Landstraße. 

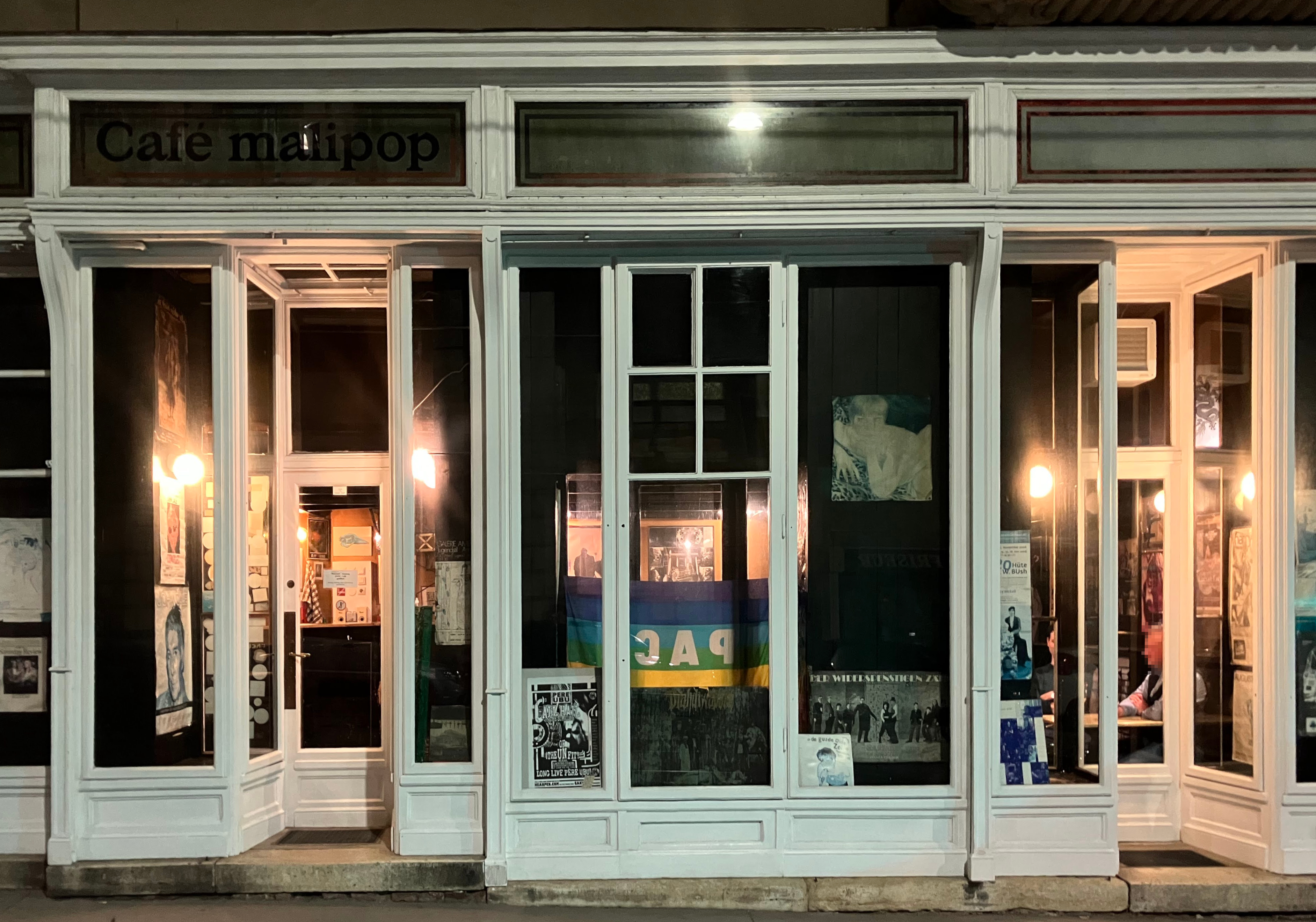
Portal des Café Malopop in der Ungargasse 10, 1030 Wien.

Das Lokal wurde am 1. März 1979 am Ort eines ehemaligen Papiergeschäfts eröffnet. Während auf der Ladenaufschrift „Café malipop“ steht, ist das Lokal auch unter dem einfachen Namen „Malipop“ bekannt. Der Name bezieht sich nicht auf Ingeborg Bachmanns 1971 veröffentlichten Roman „Malina“, der in der Gegend der Ungargasse spielt, sondern setzt sich aus den Namen der beiden Gründerinnen Margit Wolf und Lisi „und der programmatischen Formel der Siebziger – Pop –zusammen“. Die „selbst entworfene Ausstattung“ stammt von der Mitgründerin Wolf. In den meisten Berichten über das Lokal wird sie als die das Lokal prägende Person benannt. So schreibt Matthias Winterer: „Die Grenzen zwischen der Dame des Hauses und ihrer inzwischen zur Institution gewordenen Bar sind beinahe zur Gänze verwischt. Sie ist das Café Malipop.“ Wolf betreibt das Lokal alleine und spielt zu den Öffnungszeiten Musik ausschließlich vom Plattenspieler.
Der Musikjournalist Samir H. Köck schreibt in der Presse, dass das Lokal ein „Hort der Independent Musik“ sei. Seit 1996 liegt in der unmittelbaren Nähe das Gelände der Universität für Musik und darstellende Kunst Wien. Der Musiker Ernst Molden widmete dem Lokal 2014 ein Lied, in dem er vom Fernet-Trinken, Smart-Rauchen und Spezialtoast-Essen im besungenen Lokal singt. In einem schriftlich veröffentlichten Artikel schreibt er zudem von dem „Sekundärzustand“ des sechsten Seidls.